# Gimpeln
Gimpeln är ett naturreservat i Askersunds kommun i Örebro län.
Området är naturskyddat sedan 2014 och är 50 hektar stort. Reservatet omfattar höjden Gimplen och består av gammelgranskog och tallar och kring en liten bäck sumpskog.